# Lengua de señas islandesa
La lengua de señas islandesa (en islandés: Íslenskt táknmál, o ÍTM) es la lengua de señas de la comunidad sorda en Islandia la que alrededor de 250–300 usa. Está basada en la lengua de señas danesa; hasta 1910, los sordos islandeses iban a Dinamarca a la escuela, pero desde entonces los idiomas han divergido. La lengua es reconocida oficialmente por el estado y es regulada por un comité nacional. 
La lengua de señas islandesa es distinta del idioma islandés hablado. En 1999, el Ministerio de Educación Islandés declaró en el currículo básico que la lengua de señas islandesa es el primer idioma de las personas sordas mientras el islandés hablado es un segundo idioma. Por eso, los islandeses sordos deben aprender la lengua de señas islandesa como su primer idioma e islandés como su segundo idioma.
Se emprendió una comparación de signos de la lengua de señas islandesa con sus homólogos en la lengua de señas danesa para medir la cantidad actual de similitud léxica. Se encontró que, aunque las dos lenguas están claramente relacionadas, 37% de los signos analizados eran completamente diferentes en estructura y un 16% adicional de signos, mientras que tuvieron similitudes, aún contrastaron en uno de los cuatro parámetros de configuración de la mano, ubicación, movimiento, o orientación.

## Distribución geográfica
Las personas sordas en Islandia usan la lengua de señas islandesa como su primer idioma. La mayoría de los hablantes viven en Reykjavík y sus alrededores.

## Reconocimiento y estatus
En junio de 2011, la lengua de señas islandesa fue reconocida oficialmente como un primer idioma. En No. 61/20 bajo el Artículo 3, dice que —La lengua de señas islandesa es el primer idioma de los que tienen que depender de la lengua para expresarse y comunicarse, y de sus hijos. Las autoridades gubernamentales deben promoverla y apoyarla. Todos quienes necesitan usar la lengua de señas para comunicarse tendrá la oportunidad de aprender y usar la lengua de señas islandesa tan pronto como empiecen el proceso de adquirir idiomas, o del tiempo cuando se diagnostica la sordera, la pérdida de audición, o la sordoceguera. Los miembros de su familia inmediata tendrán el mismo derecho —.
El artículo 5 de la ley también garantiza que el gobierno tenga que promover todos los aspectos de la educación y concientización con respecto a la implementación de regulaciones para la lengua de señas islandesa.
El artículo 7 declara que el papel del Consejo de la Lengua de Señas Islandesa es aconsejar al gobierno sobre la implementación de regulaciones para la lengua de señas islandesa.
El artículo 13 estipula que todos los que necesitan servicios en la lengua de señas islandesa tendrán acceso a estos.

## Dialectos
No hay ningún dialecto geográfico de la lengua de señas islandesa. Sin embargo, hay evidencia de variación generacional. Existe variación en la fonología, el léxico, la morfología, y la sintaxis entre generaciones diferentes.

## Historia y clasificación
Islandia fue una parte del Reino de Dinamarca hasta 1918. La lengua de señas islandesa es una parte de la familia de lengua de señas danesa. 
Hasta que se empleó al primer maestro islandés, Páll Pálsson, en 1867, los niños sordos islandeses asistían a una escuela en Copenhague. En 1874, Páll resumió sus objetivos para enseñar a sus estudiantes en un artículo de periódico. Quería que sus estudiantes pudieran expresar sus pensamientos y ser entendidos a través de la escritura, el uso del idioma de dedos, y señalar. No le importaba que los estudiantes hablaran islandés o leyeran labios. En 1922, se adoptó el sistema danés de boca-mano como el nuevo método de enseñanza para que los estudiantes hablaran y entendieran expresión aumentada con el uso del alfabeto manual y señas. Se cambió el sistema educativo en 1944 para adoptar el oralismo (un método de educación para estudiantes sordos que se enfoca en aprender la comunicación oral). Se prohibió el uso de señas en las aulas porque el único objetivo del oralismo era enseñar a los estudiantes a hablar y entender islandés. 
A principios de los ochenta, la nueva directora, Guðlaug Snoradóttir, introdujo a la escuela un método nuevo de enseñanza llamado Comunicación Total. La comunicación total involucró al uso de métodos múltiples para comunicar, incluso el alfabeto manual, las señas, los ademanes, la lectura de labios, y la escritura. A pesar de esto, no enseñó la lengua de señas islandesa porque solo se enseñó señas individuales y no la gramática. La finalidad de la escuela era enseñar a los estudiantes a hablar y entender islandés. Los maestros de la escuela no sabían la lengua de señas islandesa, resultante de que los estudiantes tuvieran que comunicarse a través del discurso.
Se nombró a Berglind Stefánsdóttir como la primera directora sorda de la escuela de estudiantes sordos en 1996. Bajo su ocupación del puesto, el objetivo para los estudiantes se convirtió al bilingüismo. En 2002, la escuela se unió con la escuela para estudiantes oyentes. Aunque siguió promoviendo el bilingüismo, continuaron enseñando a los niños sordos usando métodos desarrollados para niños oyentes. La lengua de señas islandesa solo tiene un papel marginal en el aula.

## Alfabeto manual
Se señala el alfabeto que se usa en la lengua de señas islandesa con solo una mano. Se usa el alfabeto manual cuando un señalador no sabe la seña para algo que quiere expresar, o para conceptos como nombres (de personas, calles, lugares, o compañías) o abreviaturas.

## Lingüística

### Gramática
El orden de las palabras en la lengua de señas islandesa es un poco variable, dependiendo del verbo usado. El orden básico de las palabras es SVO, no obstante, con verbos de concordancia, se permiten SOV y OSV también.

### Distinción BIDD-LALLA
La lengua de señas islandesa tiene dos verbos copulativos, BIDD y LALLA, que por lo general corresponde con los verbos españoles de ser y estar, aunque el idioma islandés solo tiene un verbo para los dos conceptos: vera. Se usa BIDD para describir condiciones permanentes y LALLA para estados temporales. 

### Vocabulario
Investigaciones han demostrado un grado alto de inteligibilidad entre la lengua de señas islandesa y la lengua de señas danesa. El primer diccionario de la lengua de señas islandesa, publicado en 1976, registra 600—700 señas prestadas de la lengua de señas danesa y la lengua de señas sueca.

### Fonología
No se ha desempeñado mucha investigación de la fonología de la lengua de señas islandesa. El sitio SignWiki Ísland enumera 35 configuraciones diferentes y 7 lugares de articulación. 
La lengua de señas islandesa tiene pares mínimos en todos los cinco parámetros de señas. Algunas ejemplos de pares mínimos son las palabras:
- Padre y abuelo, que se contrastan con la configuración de la mano
- Hacer y enseñar, que se contrastan con la orientación
- Divertido y enfermo que se contrastan con el movimiento
- Madre y rojo que se contrastan con el plano
- Hermano y hermana que se contrastan con los componentes no manuales[4]

### Morfología
Para marcar el plural en pronombres personales en la lengua de señas islandesa, se añade un arco al dedo índice señalando la seña singular. La lengua de señas islandesa tiene 25 verbos de concordancia. Las características de concordancia son la moción o la orientación de las manos, o las dos.